# Рак вулве
Рак вулве (лат. Carcinoma vulvae) риједак је тумор. Јавља се у свега 4% свих гинеколошких малигних тумора. 85% обољелих жена су старости преко 65 година, већином у постменопаузи.

## Узроци
Са настанком овог обољења вежу се:
- ХПВ инфекције
- Упални процеси у вагини
- Инфекције полонопреносивим болестима

## Терапија
Примарна терапија рака стиднице тј. вулве је хируршка терапија.